# Volkmar Müller
Volkmar Müller (* 21. Oktober 1954) ist ein ehemaliger deutscher Eishockeyspieler, der unter anderem für den Augsburger EV und EV Rosenheim in der Bundesliga aktiv war.

## Karriere
Volkmar Müller begann seine Karriere beim EC Holzkirchen und kam in der Saison 1973/74 zum EV Rosenheim in die 2. Bundesliga, mit dem er in seiner zweiten Spielzeit die Zweitliga-Meisterschaft gewann und in die Bundesliga aufstieg. Statt seine Laufbahn in der höchsten deutschen Spielklasse fortzusetzen, wechselte er im Sommer 1975 zum EC Deilinghofen und verbrachte damit ein weiteres Jahr in der 2. Bundesliga. Mit neun Toren absolvierte er dort seine bis dahin erfolgreichste Saison, sodass er für die Spielzeit 1976/77 beim Augsburger EV (AEV) einen Erstliga-Vertrag erhielt. Nach dem Abstieg mit dem AEV schloss er sich erneut für ein Jahr dem EV Rosenheim an.
Dauerhaft konnte sich Müller in der Bundesliga aber nicht durchsetzen. Ab 1978 spielte er fünf Jahre lang in der Oberliga für den EHC Klostersee, ERC Ingolstadt und TuS Geretsried, mit dem er in der Saison 1982/83 in die 2. Bundesliga aufstieg. In dieser Liga waren der VfL Waldkraiburg in der Spielzeit 1985/86 und der EC Bad Tölz von 1986 bis 1988 weitere Stationen, bevor der Angreifer zum inzwischen wieder in die Oberliga abgestiegenen TuS Geretsried zurückkehrte. Insgesamt spielte er fünf Jahre lang für diesen Verein und erzielte in dieser Zeit 70 Tore in 159 Spielen.
Im Jahr 1989 beendete Müller seine Profikarriere. In den folgenden Jahren trat er im Amateurbereich noch hin und wieder an seinem Wohnort Bad Aibling in Erscheinung.

## Erfolge und Auszeichnungen
- 1975 Meister der 2. Bundesliga und Aufstieg in die Bundesliga mit dem EV Rosenheim
- 1983 Aufstieg in die 2. Bundesliga mit dem TuS Geretsried

## Karrierestatistik
(Legende zur Spielerstatistik: Sp oder GP = absolvierte Spiele; T oder G = erzielte Tore; V oder A = erzielte Assists; Pkt oder Pts = erzielte Scorerpunkte; SM oder PIM = erhaltene Strafminuten; +/− = Plus/Minus-Bilanz; PP = erzielte Überzahltore; SH = erzielte Unterzahltore; GW = erzielte Siegtore; 1 Play-downs/Relegation; Kursiv: Statistik nicht vollständig)